# Carl Olov Persson
Carl Olov Gustav Persson, född 8 november 1936 i Medåkers församling i Västmanlands län, är en svensk kristdemokratisk politiker, som mellan 1991 och 1994 var riksdagsledamot för Kristdemokraterna i Västmanlands läns valkrets.
Persson var i många år säljare av trä- och byggmateriel och under 15 år egen företagare.